# CMC Veryca
CMC Veryca (中華菱利) или CMC Varica (中華百利/中華威利) — кей-кар и микровэн, производимые и продаваемые тайваньской компанией China Motor Corporation (CMC) (中華汽車) с 1985 года, однако их предшественники были запущены в производство в 1978 году.
CMC Varica, выпускавшийся на базе четвёртого поколения Mitsubishi Minicab, имел удлинённую колёсную базу и различные кузова.

## Первое поколение (1978—1984)

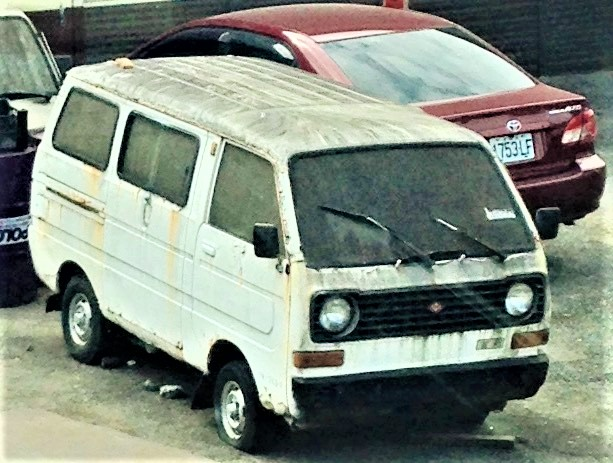
CMC Minicab

Первое поколение CMC Minicab дебютировало в 1978 году. Автомобили выпускались на базе третьего поколения Mitsubishi Minicab.
CMC Minicab стал первым коммерческим автомобилем China Motor Corporation.

## Второе поколение (1985—2007)
Второе поколение CMC Varica дебютировало в 1985 году. Автомобили выпускались на базе четвёртого поколения Mitsubishi Minicab.
В 1989 и 1998 годах автомобили проходили фейслифтинг. Автомобили первого рестайлинга оснащались двигателем 4G82 объёмом 1061 см3, мощностью 43 кВт (58 л. с.). Максимальная скорость составляла 115 км/ч. Автомобили второго рестайлинга оснащались 1,2-литровым двигателем.

### Дорестайлинговые автомобили

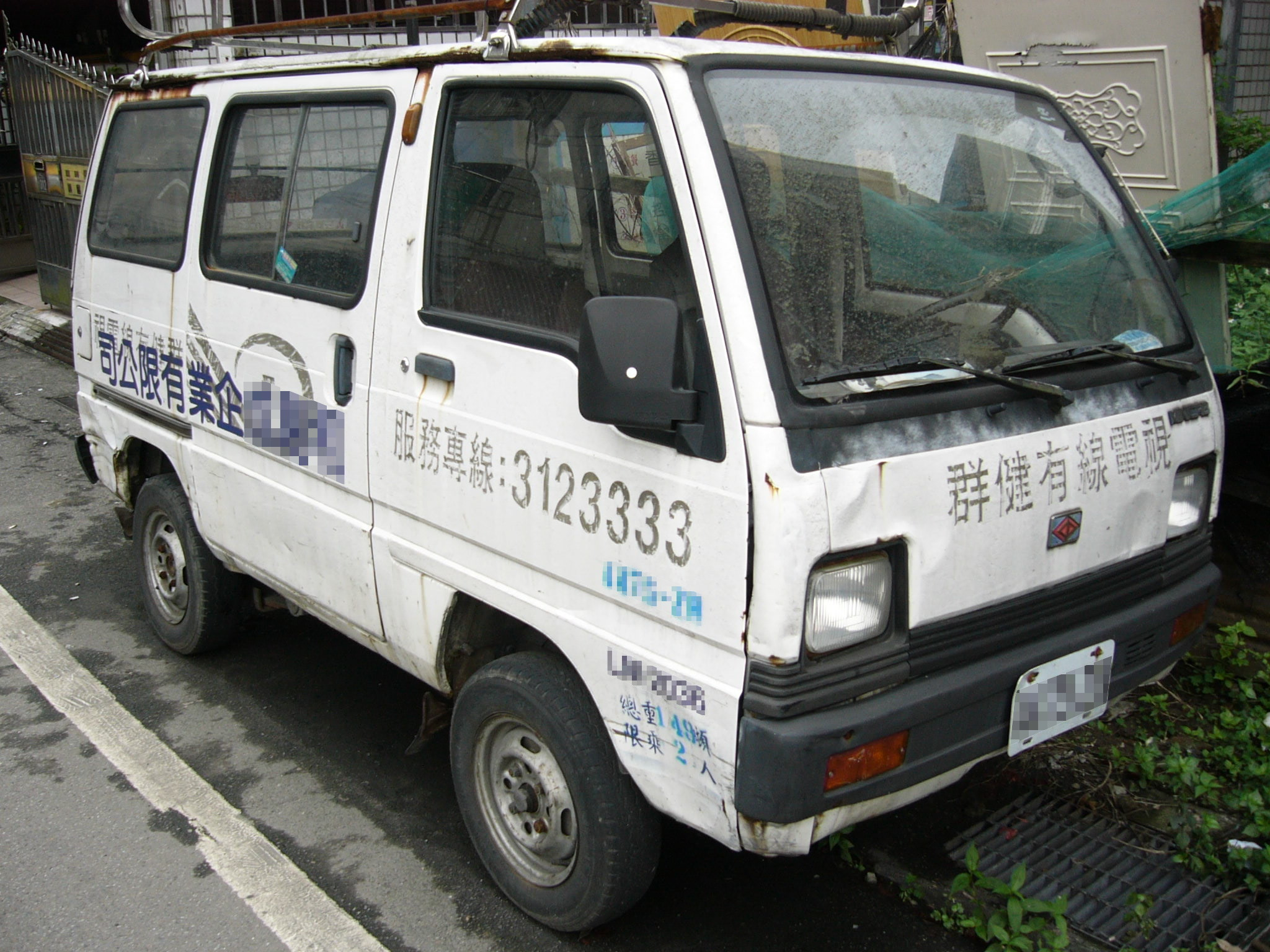
Вид спереди
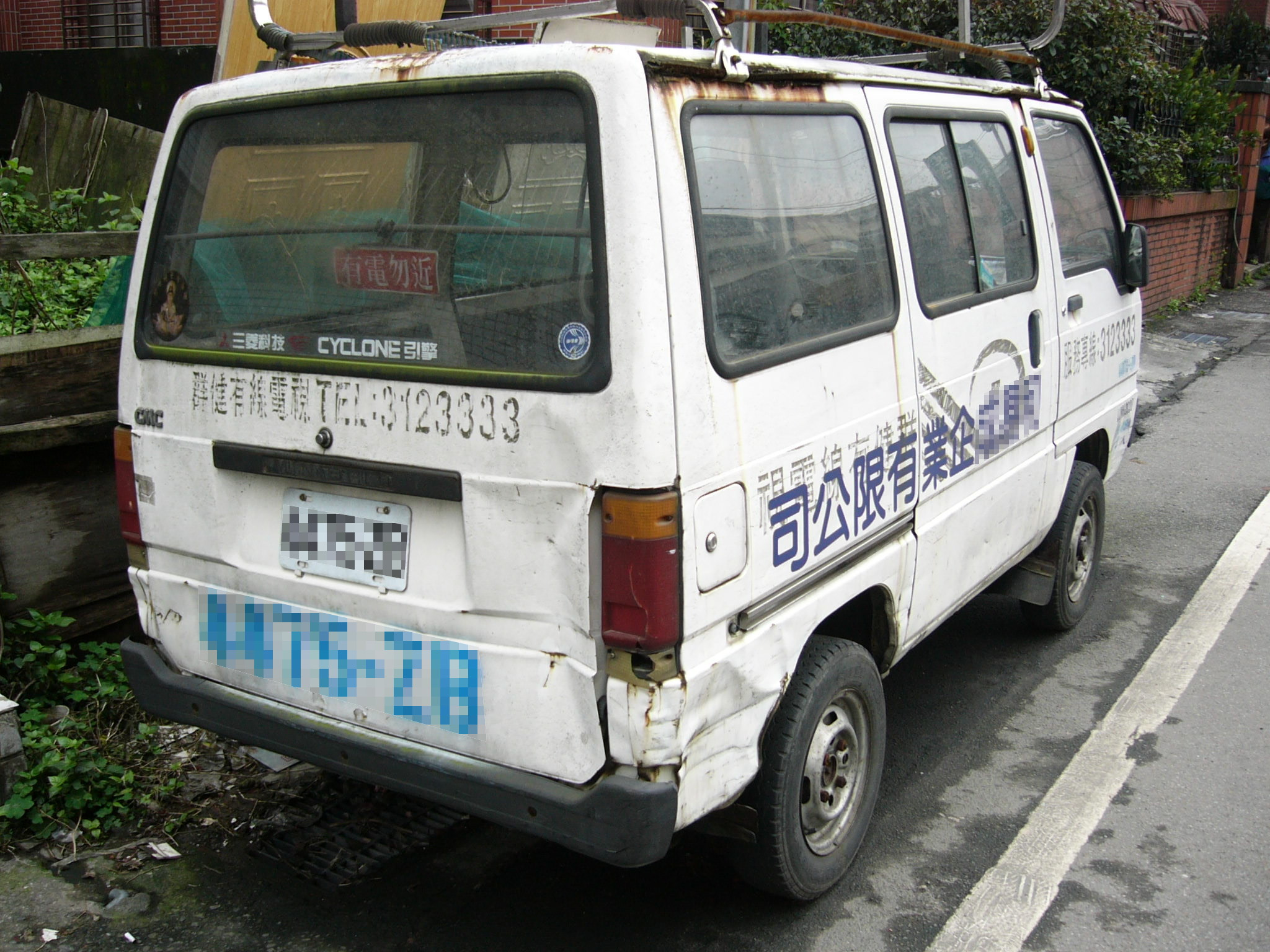
Вид сзади
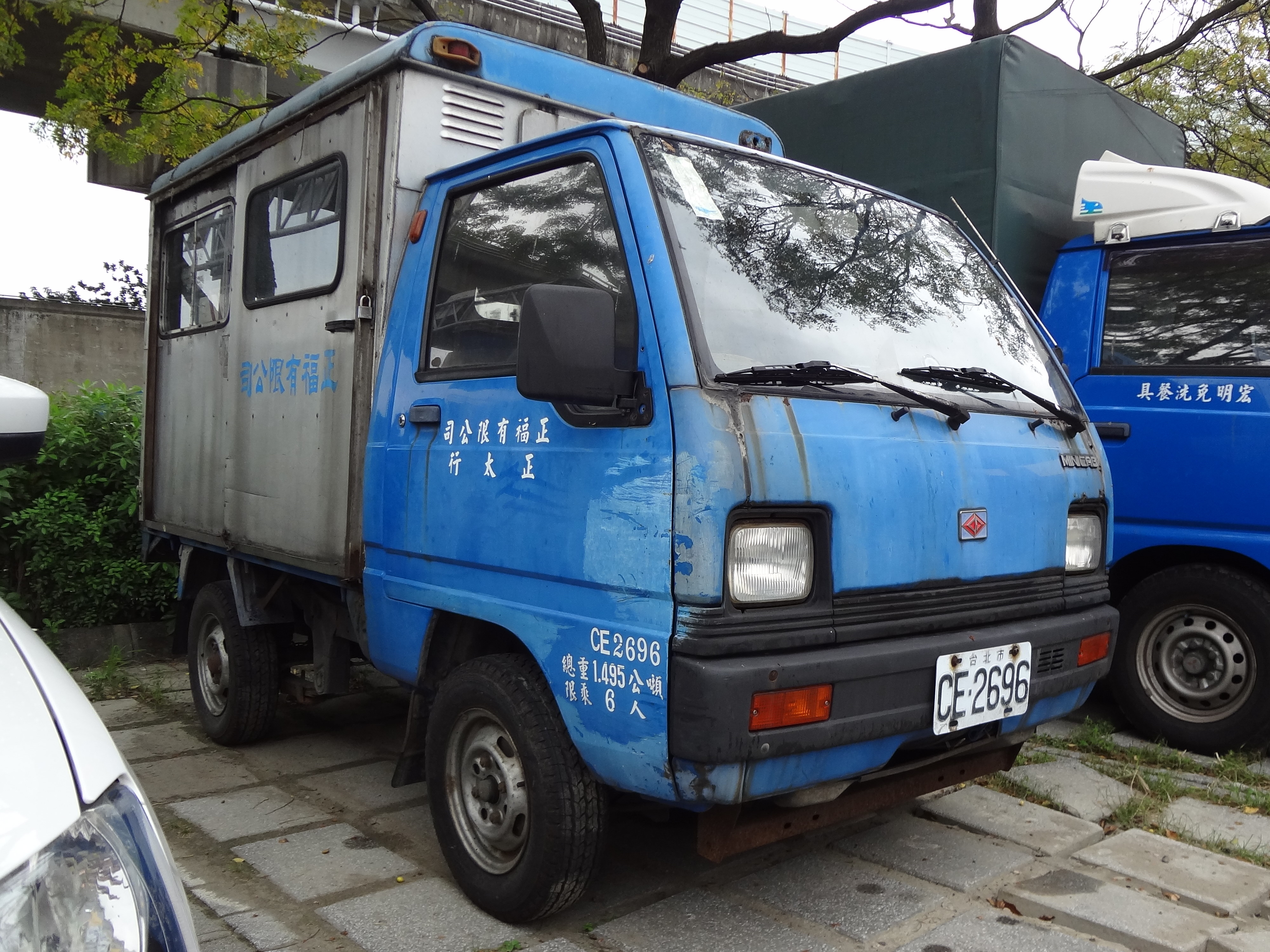
Кей-кар

### Автомобили первого рестайлинга

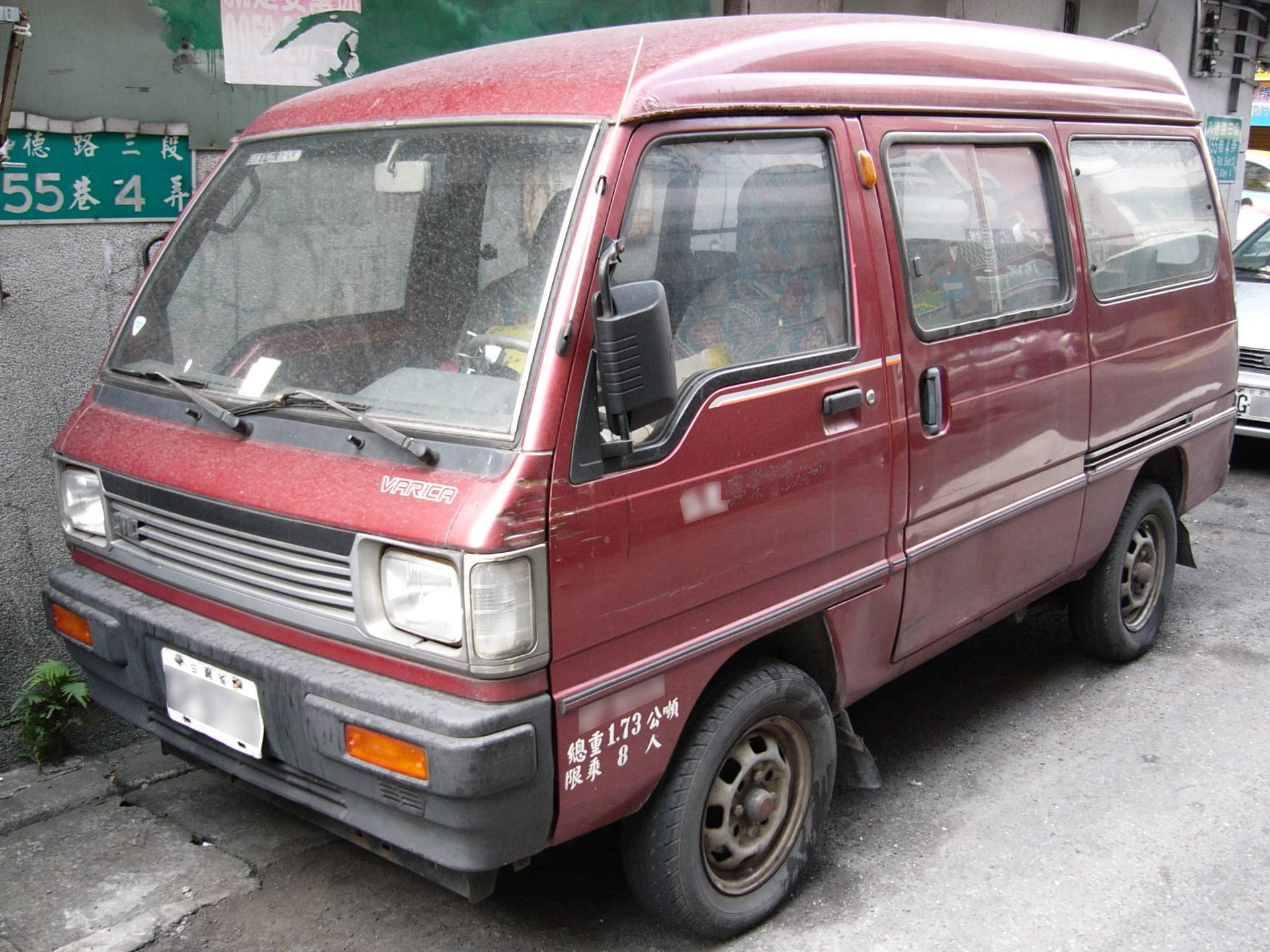
Вид спереди
Вид сзади
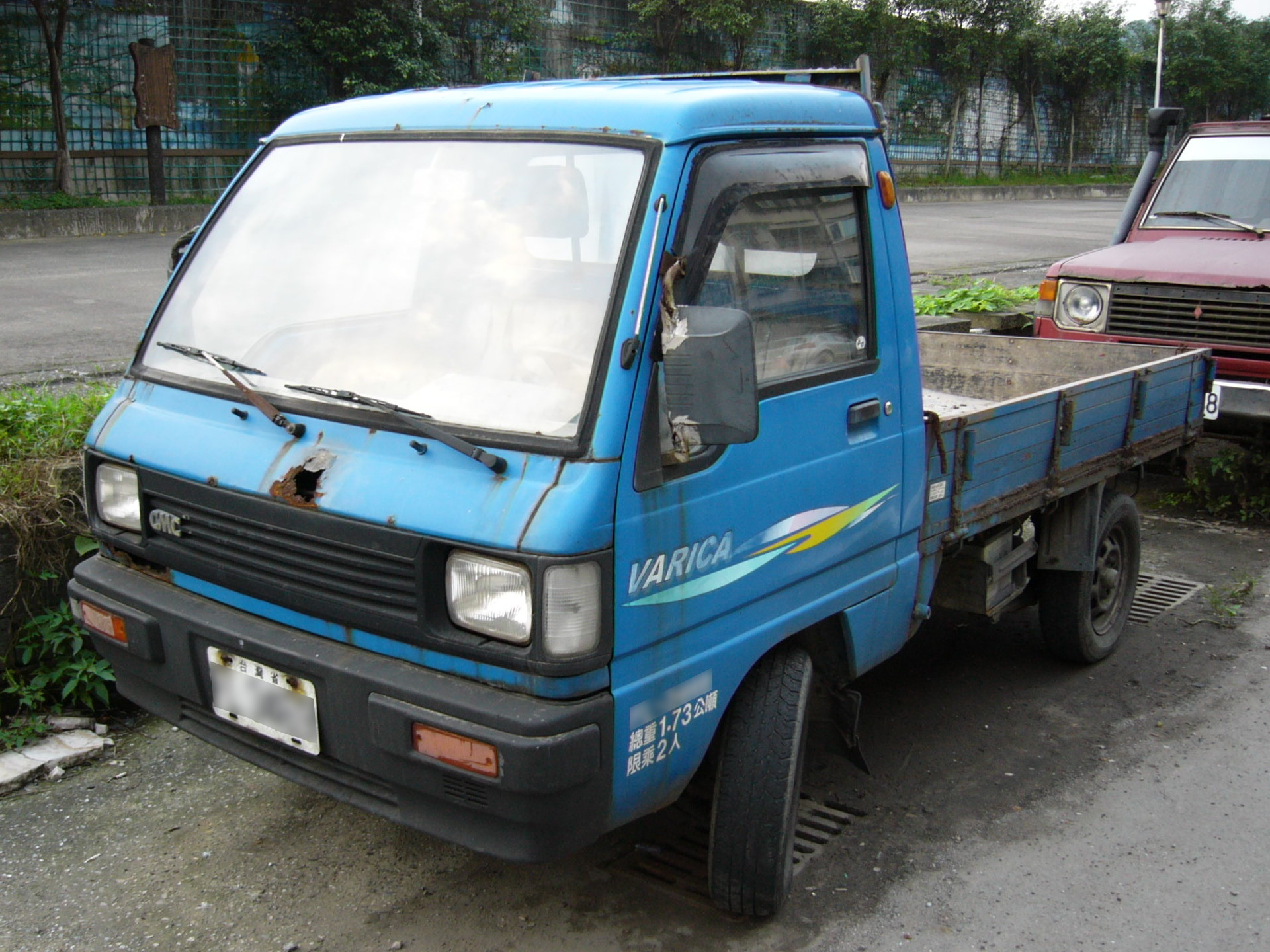
Пикап
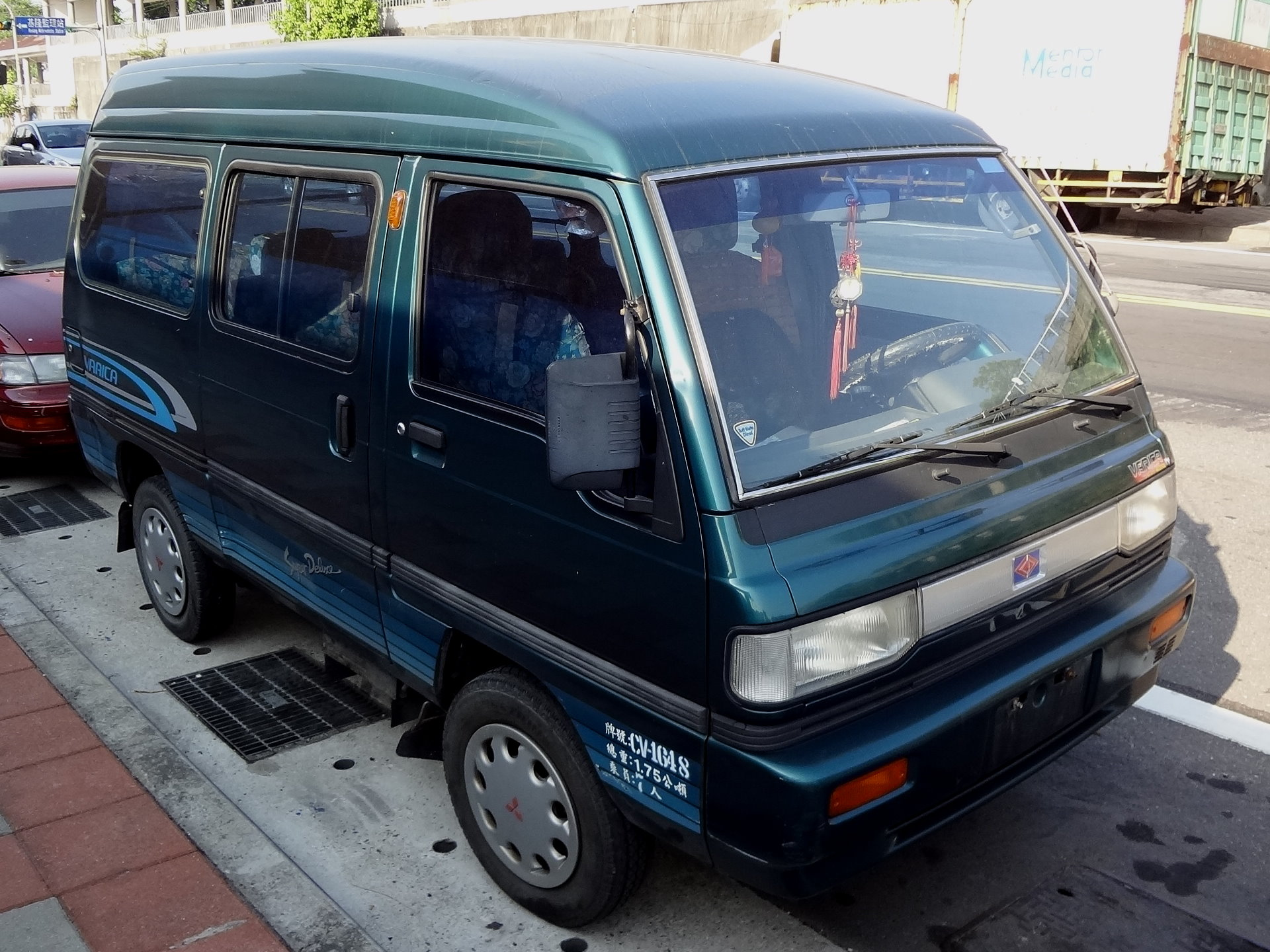
CMC Varica (1993—1997)
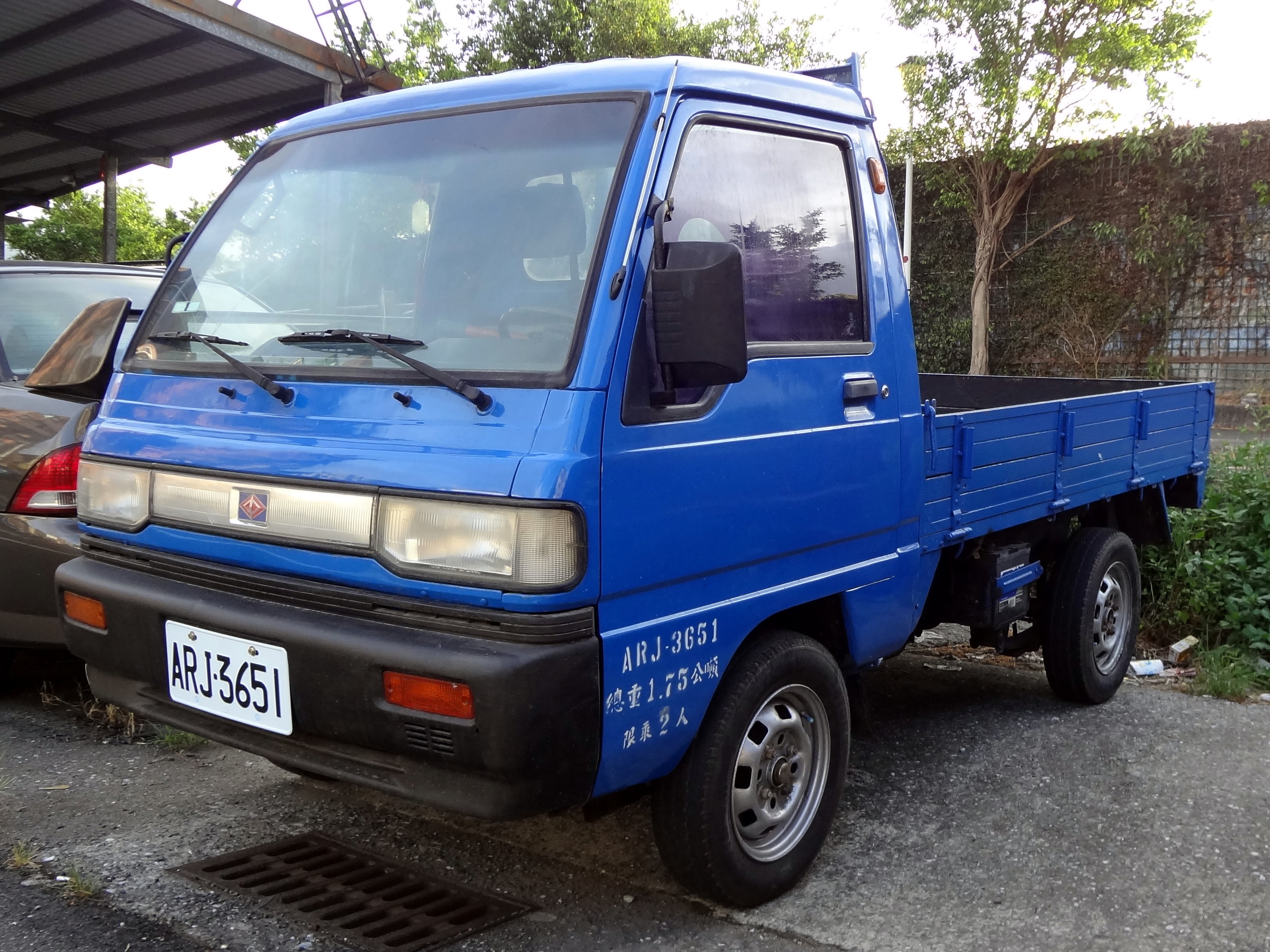
CMC Varica (1993—1997)

### Автомобили второго рестайлинга

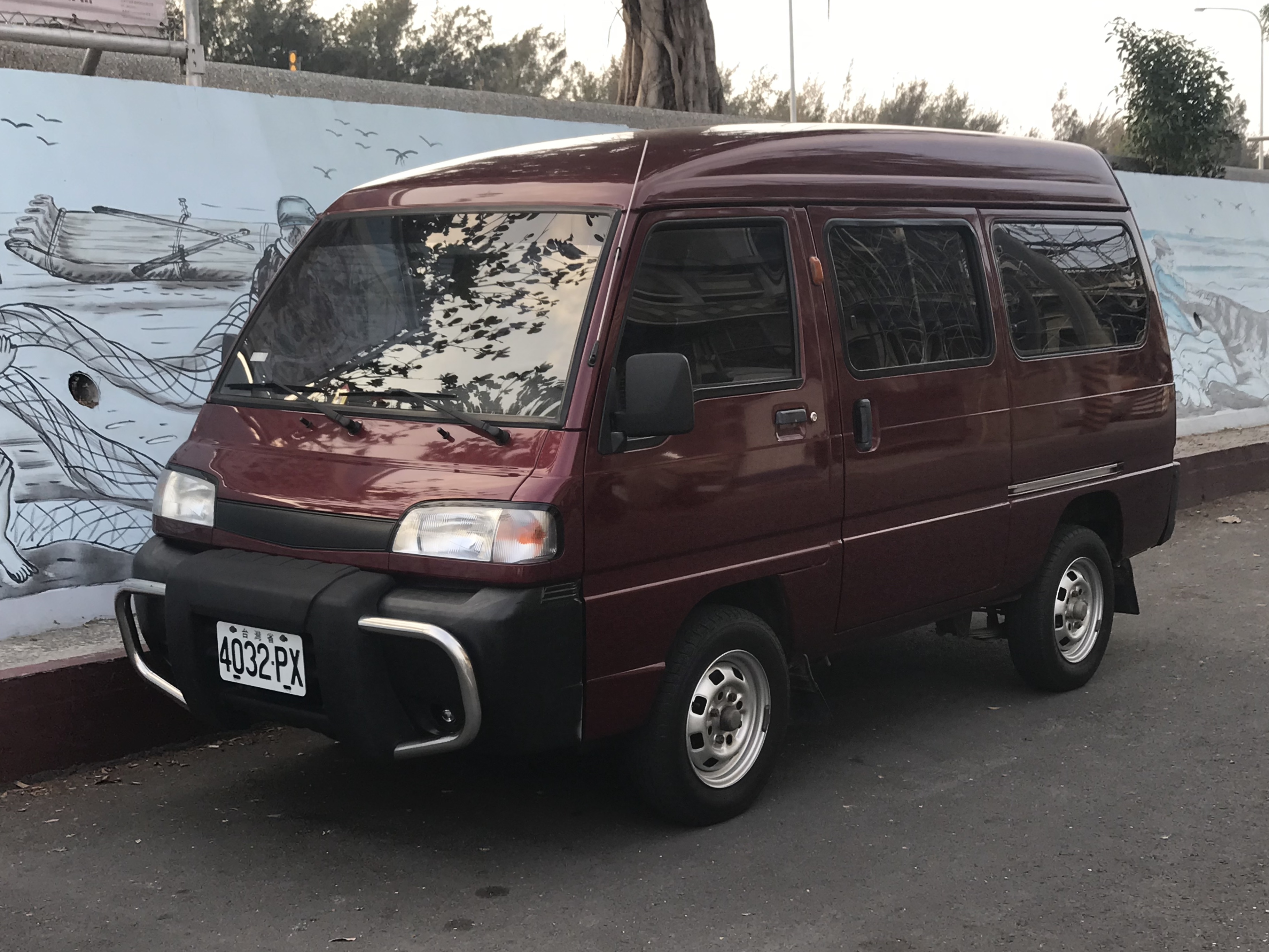
Вид спереди
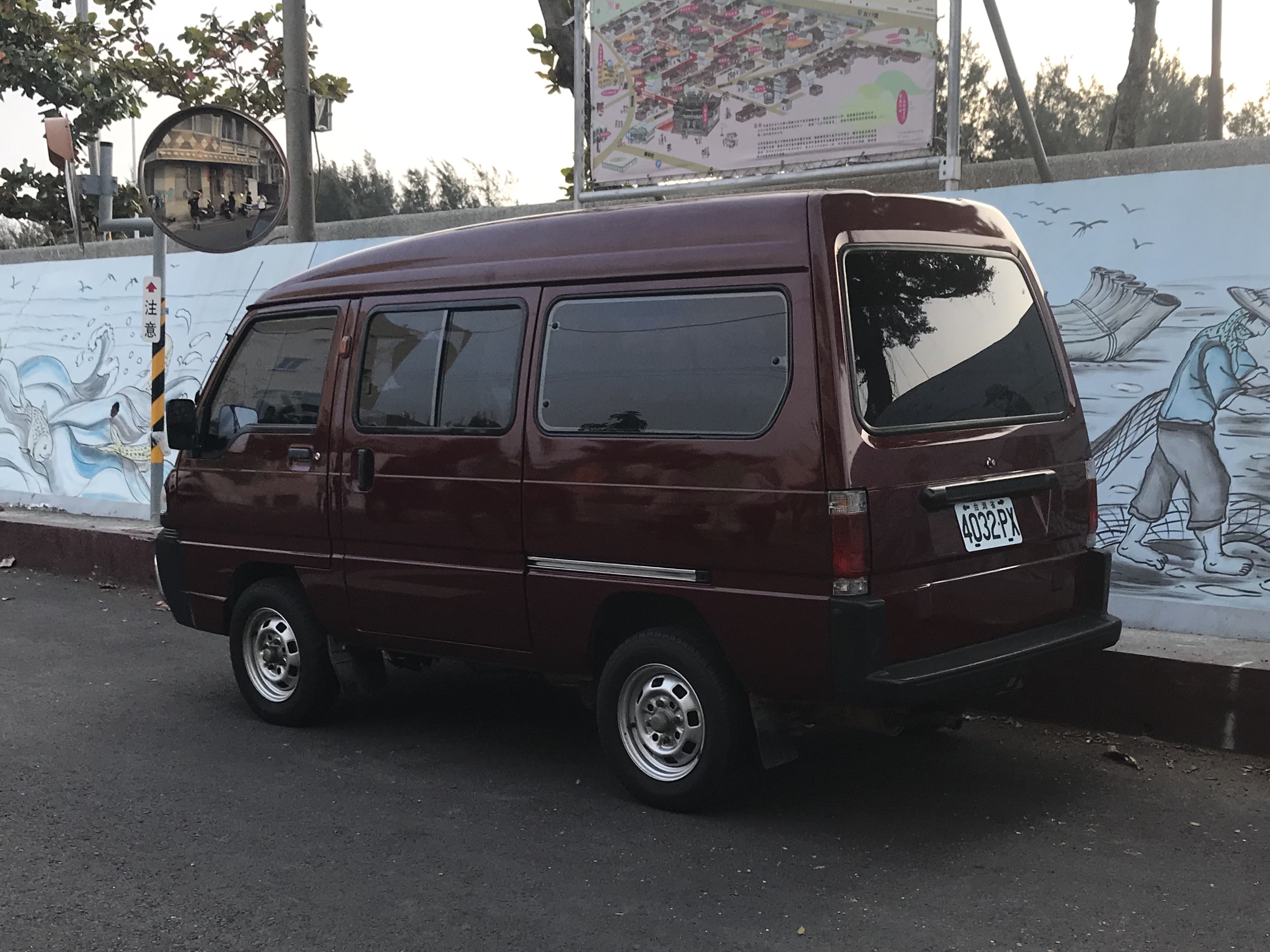
Вид сзади
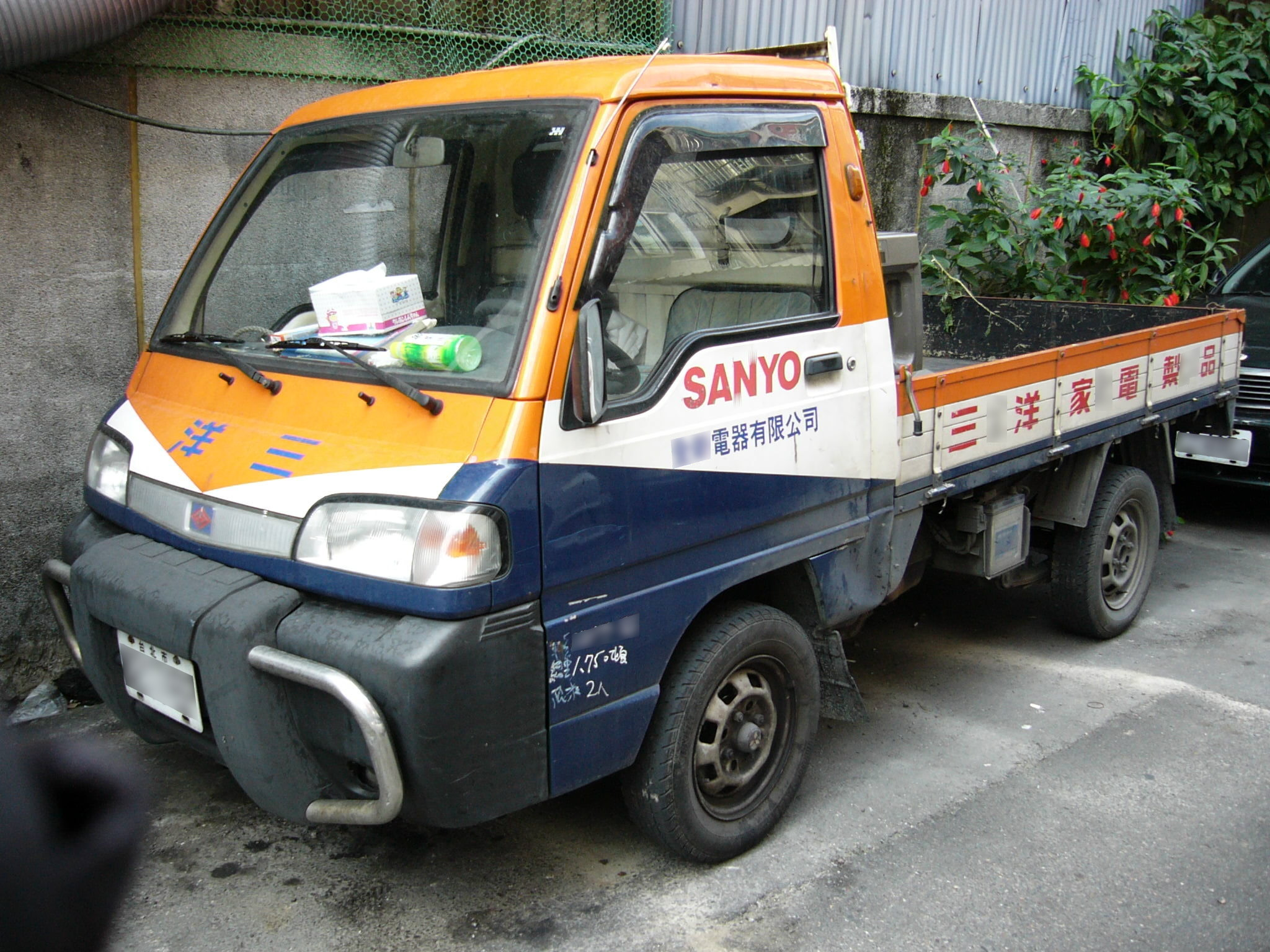
Пикап

## Veryca (2000 — настоящее время)
CMC Veryca, дебютировавший в 2000 году, основан на шестом поколении Mitsubishi Minicab Town Box Wide. Рестайлинг дизайна был проведён собственным научно-исследовательским и конструкторским центром China Motor Corporation. В результате редизайна был увеличен задний свес, а также была изменена графика передних и задних свесов.
- Вид спереди
- Вид сзади
- Пикап

В 2001 году была представлена версия CMC Veryca Magic с расширенными колёсными арками и 1,6-литровым двигателем.

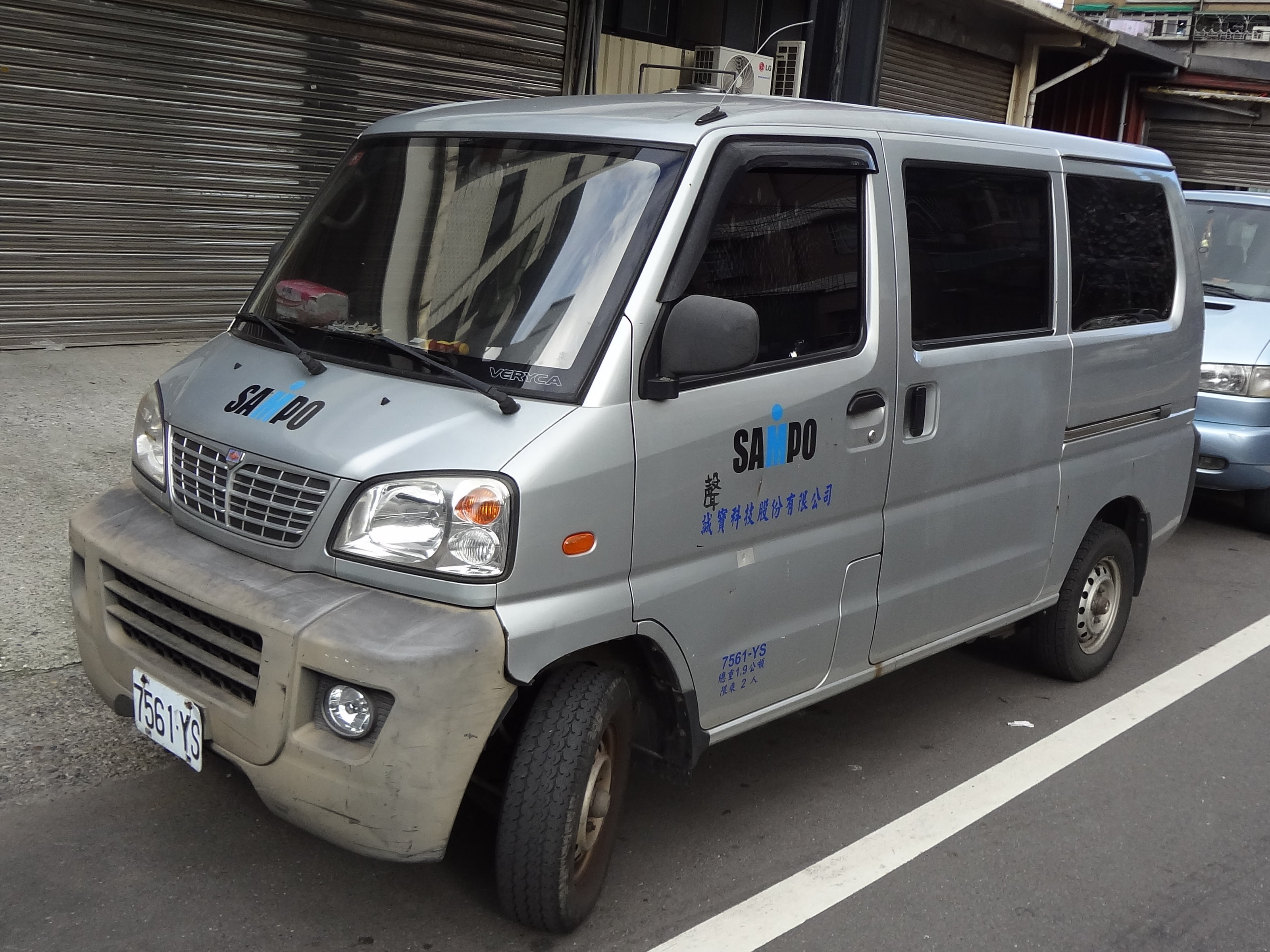
Вид спереди
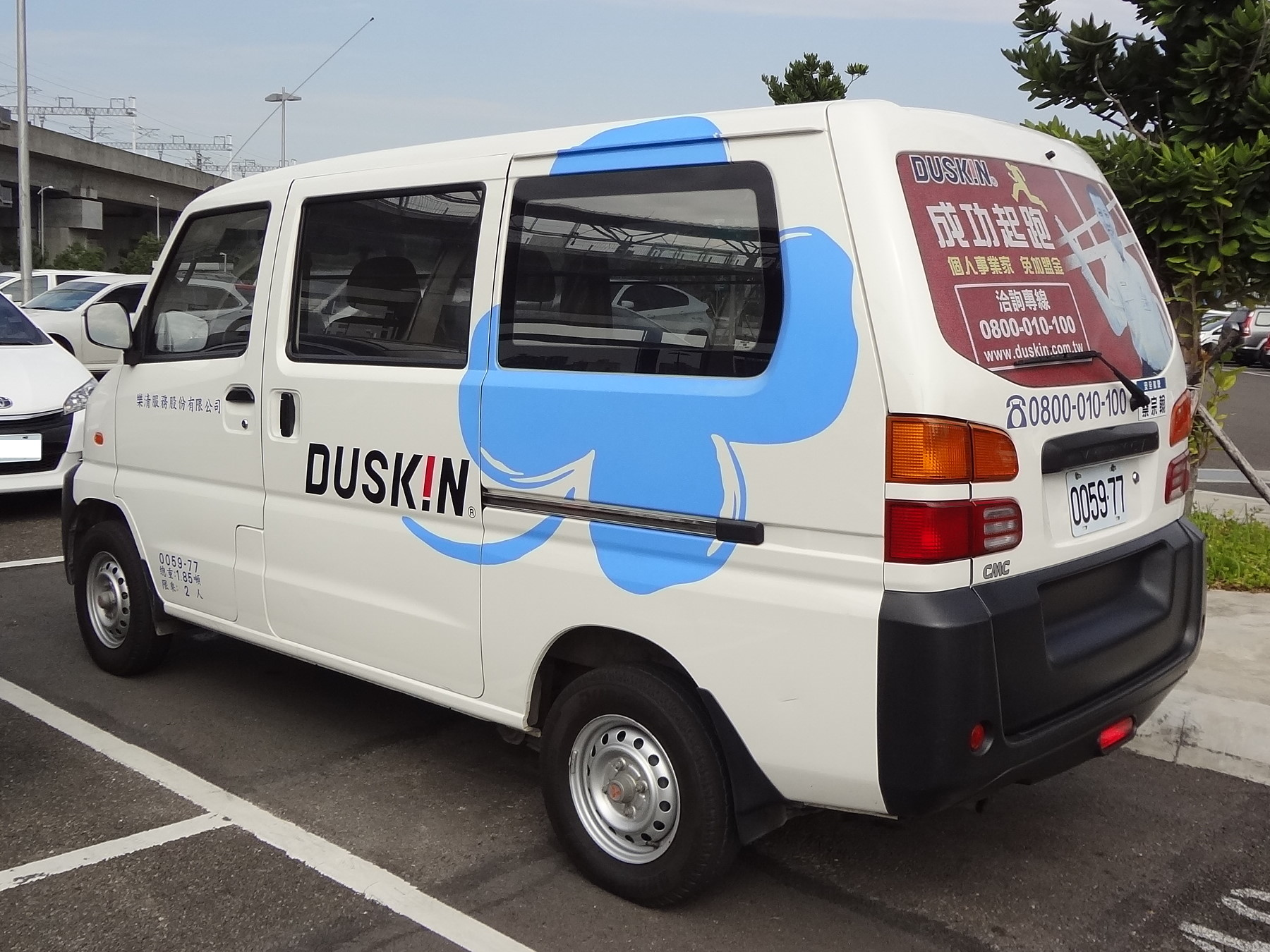
Вид сзади
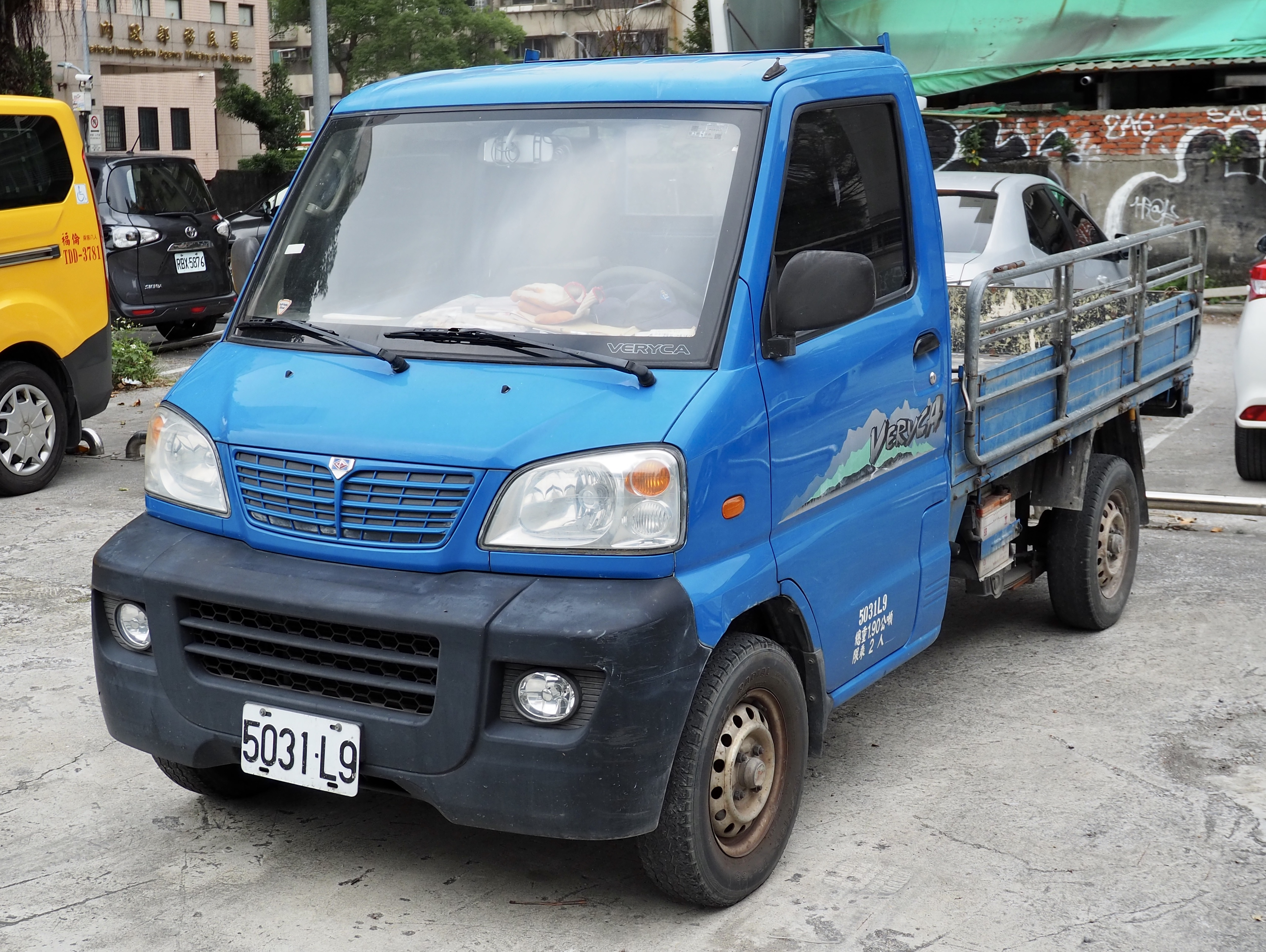
Пикап

В 2013 году CMC Veryca прошёл первый рестайлинг. Передняя часть и задняя часть были позаимствованы у Soueast C1 Xiwang.

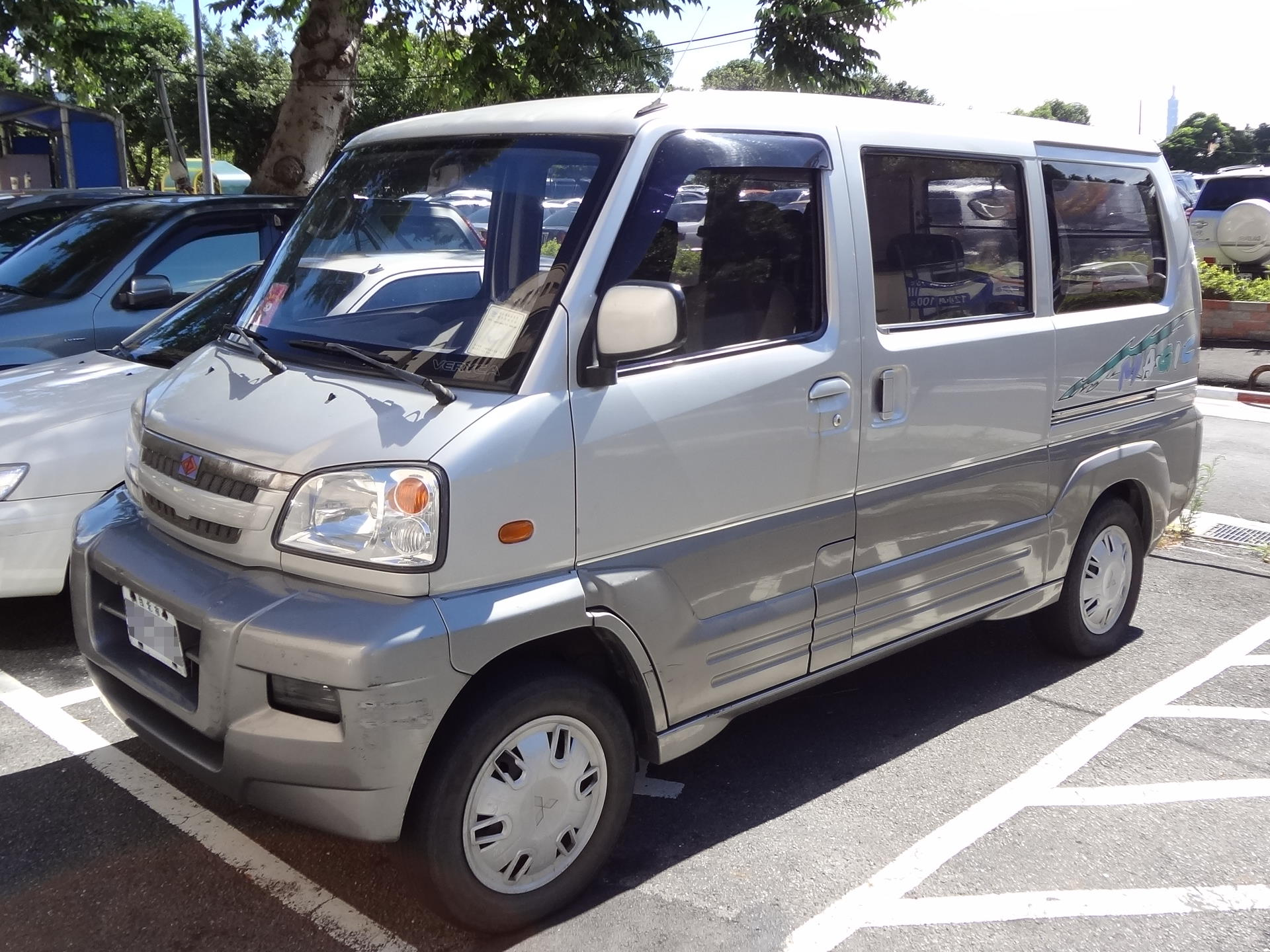
Вид спереди
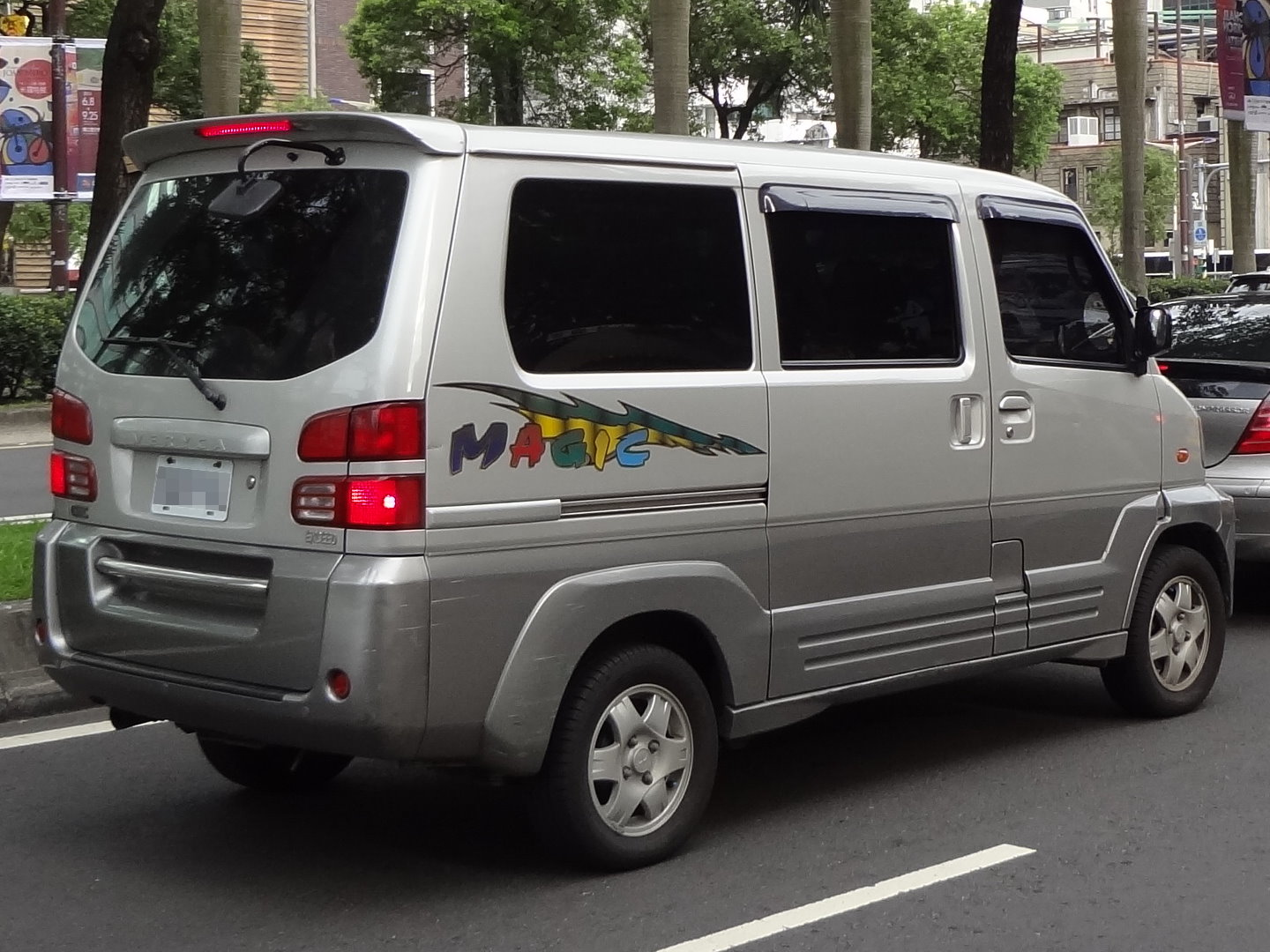
Вид сзади

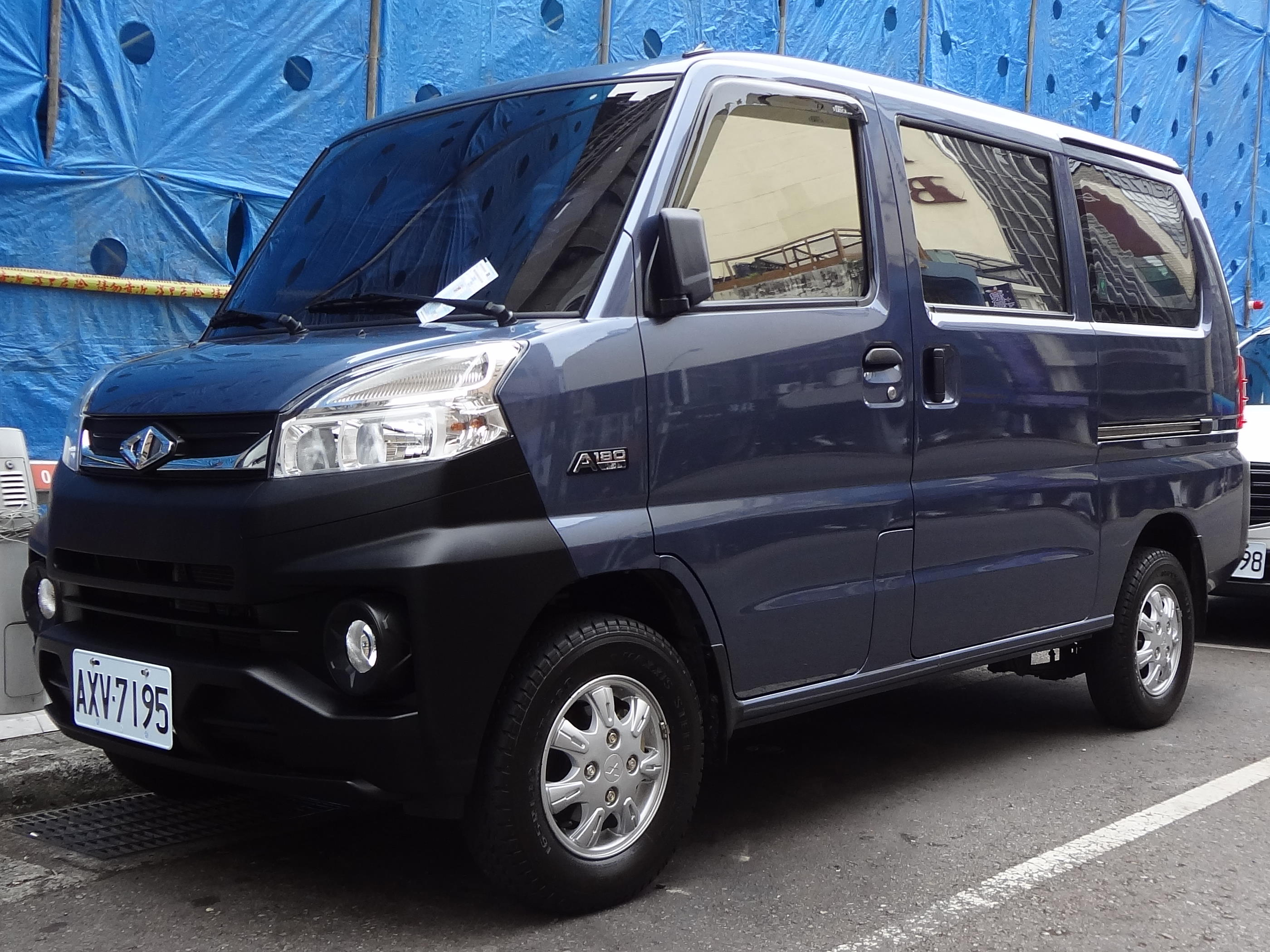
Вид спереди
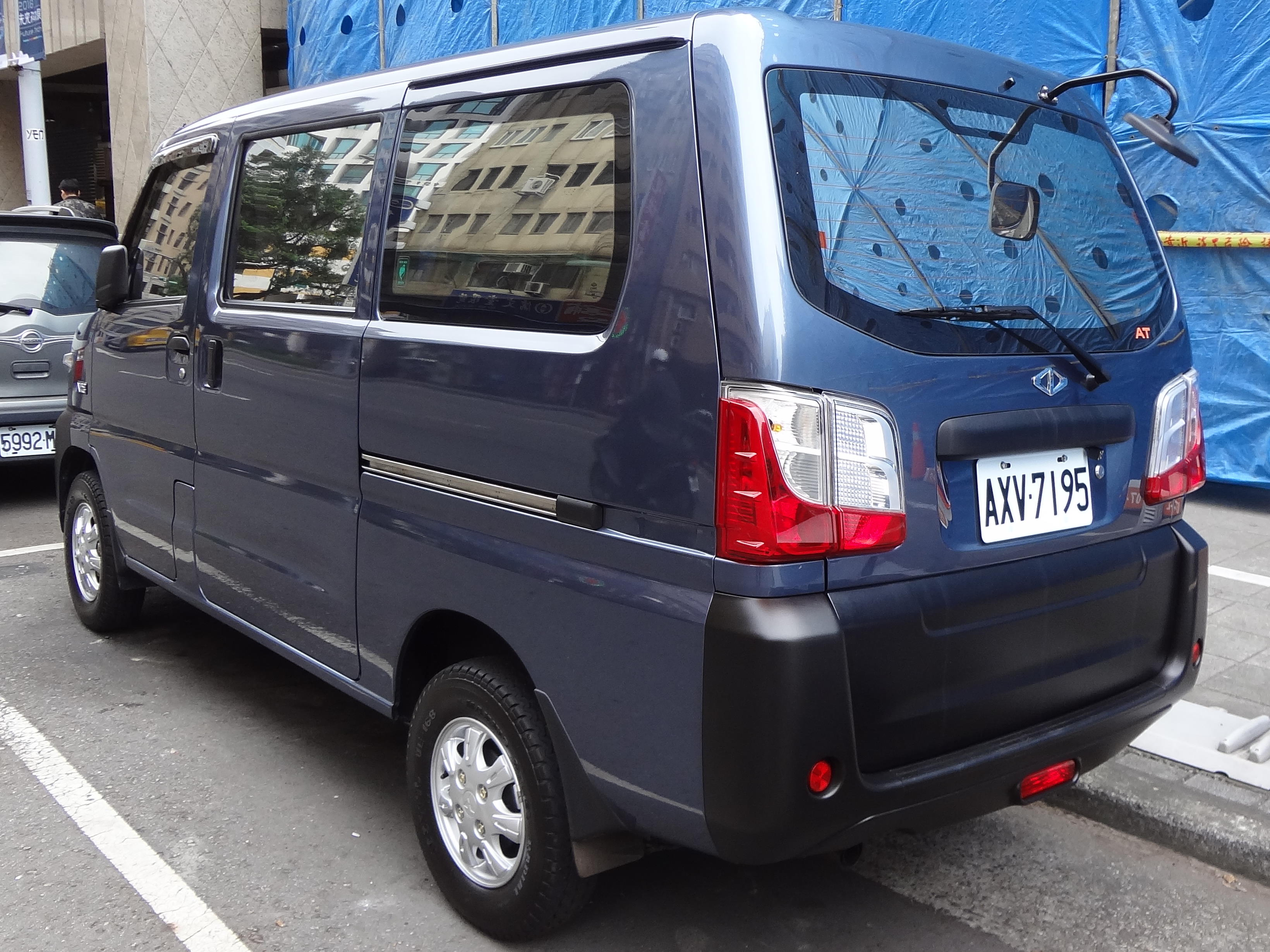
Вид сзади
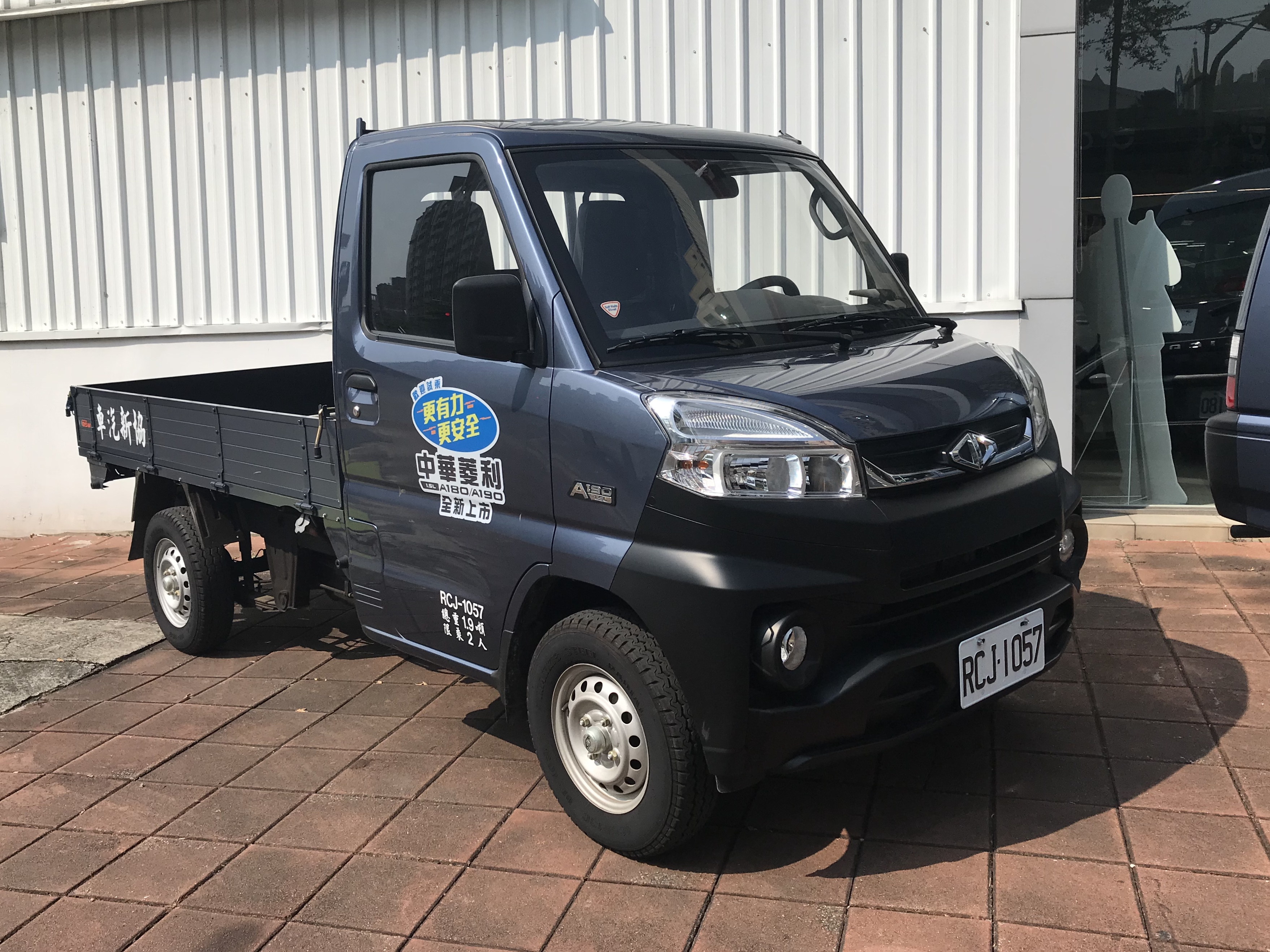
Пикап

В 2018 году CMC Veryca прошёл второй рестайлинг. Фургоны стали обозначаться индексом A180, а пикапы — A190.

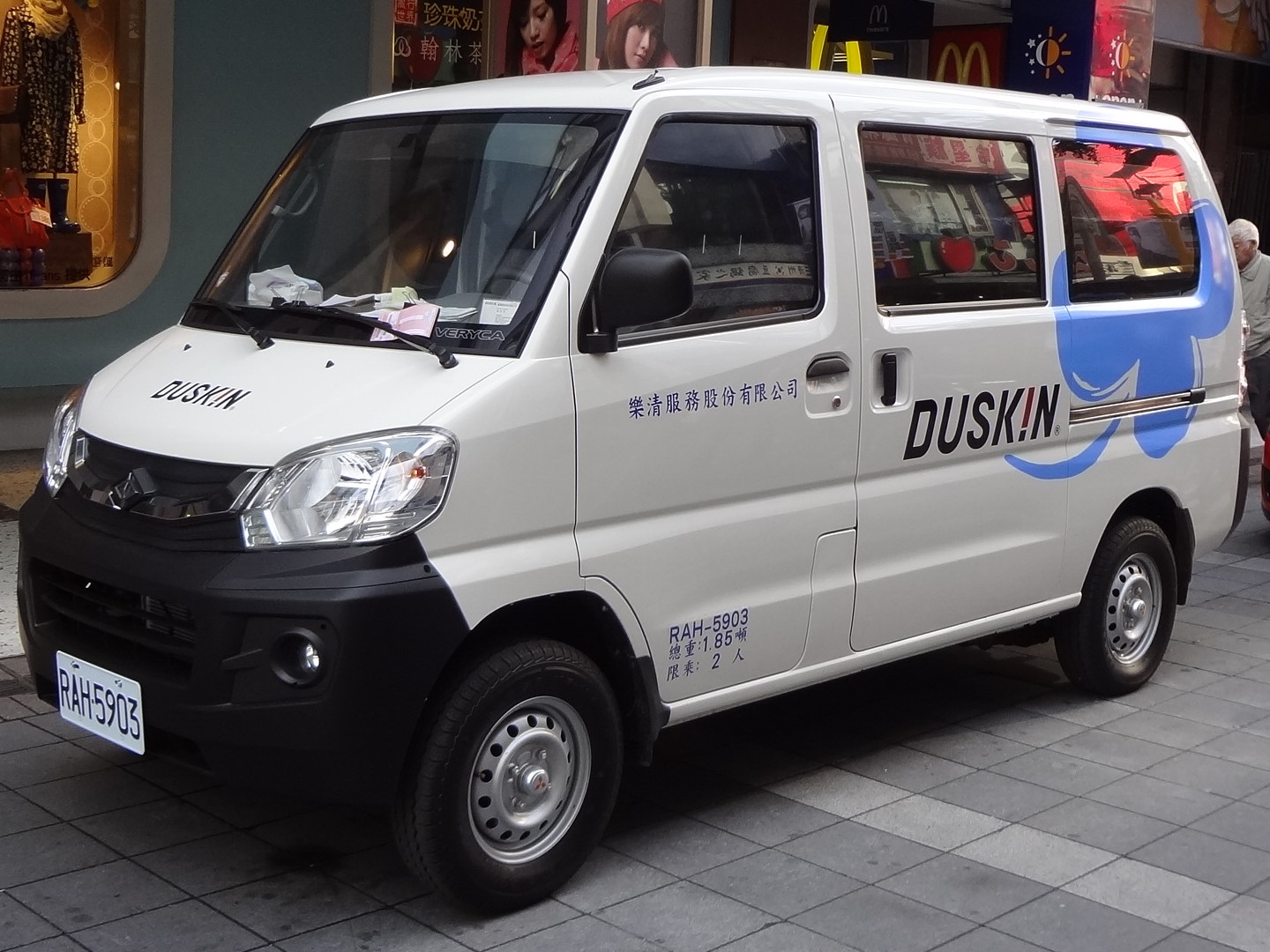
Вид спереди
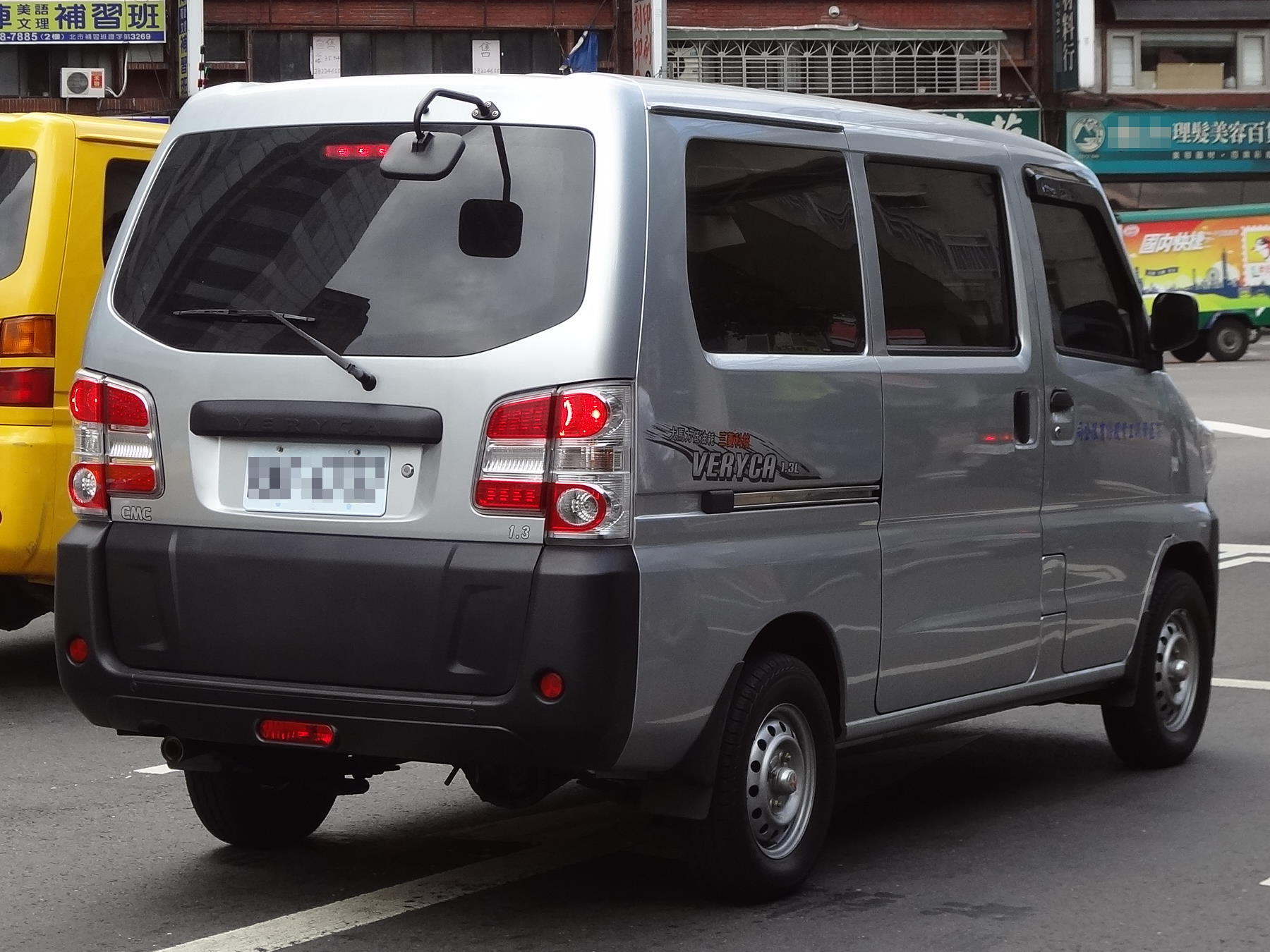
Вид сзади
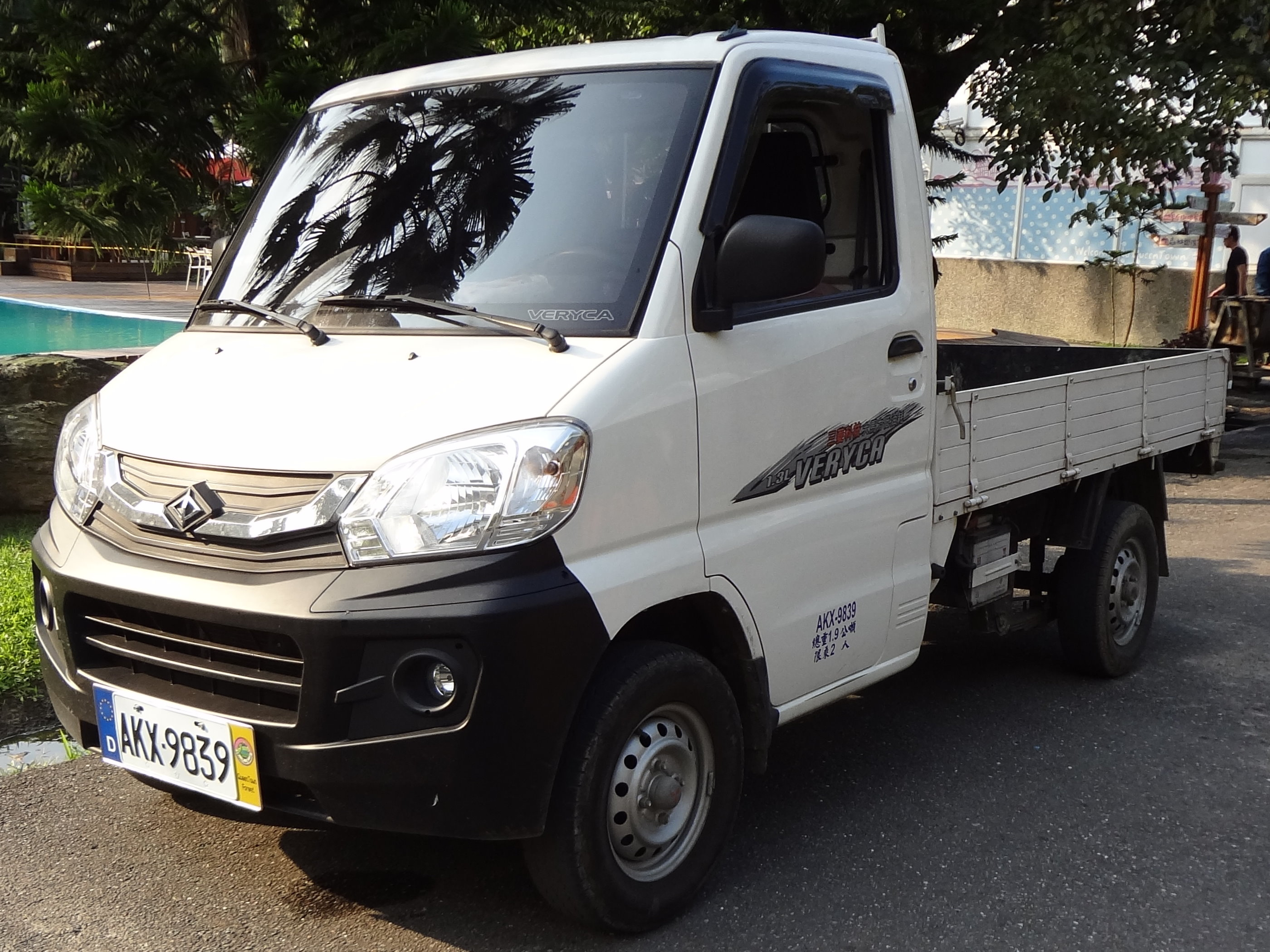
Пикап

### Soueast Veryca и Soueast C1 Xiwang
Soueast Veryca стал результатом партнёрства между China Motor Corporation и Soueast Motors. Veryca, по сути, является ребеджингом CMC Veryca для китайского рынка. После фейслифтинга автомобиль стал называться Soueast C1 Xiwang. C1 дебютировал в 2010 году в Гуанчжоу, однако его производство началось в 2011 году. Soueast C1 Xiwang оснащён 1,3-литровым двигателем собственного производства мощностью 82 л. с. и крутящим моментом 102 Н⋅м или же 1,3-литровым двигателем Mitsubishi мощностью 92 л. с. и крутящим моментом 114 Н⋅м. Двигатели сочетаются в паре с пятиступенчатой механической трансмиссией. Ценовой диапазон варьировался от 36800 до 46800 юаней.

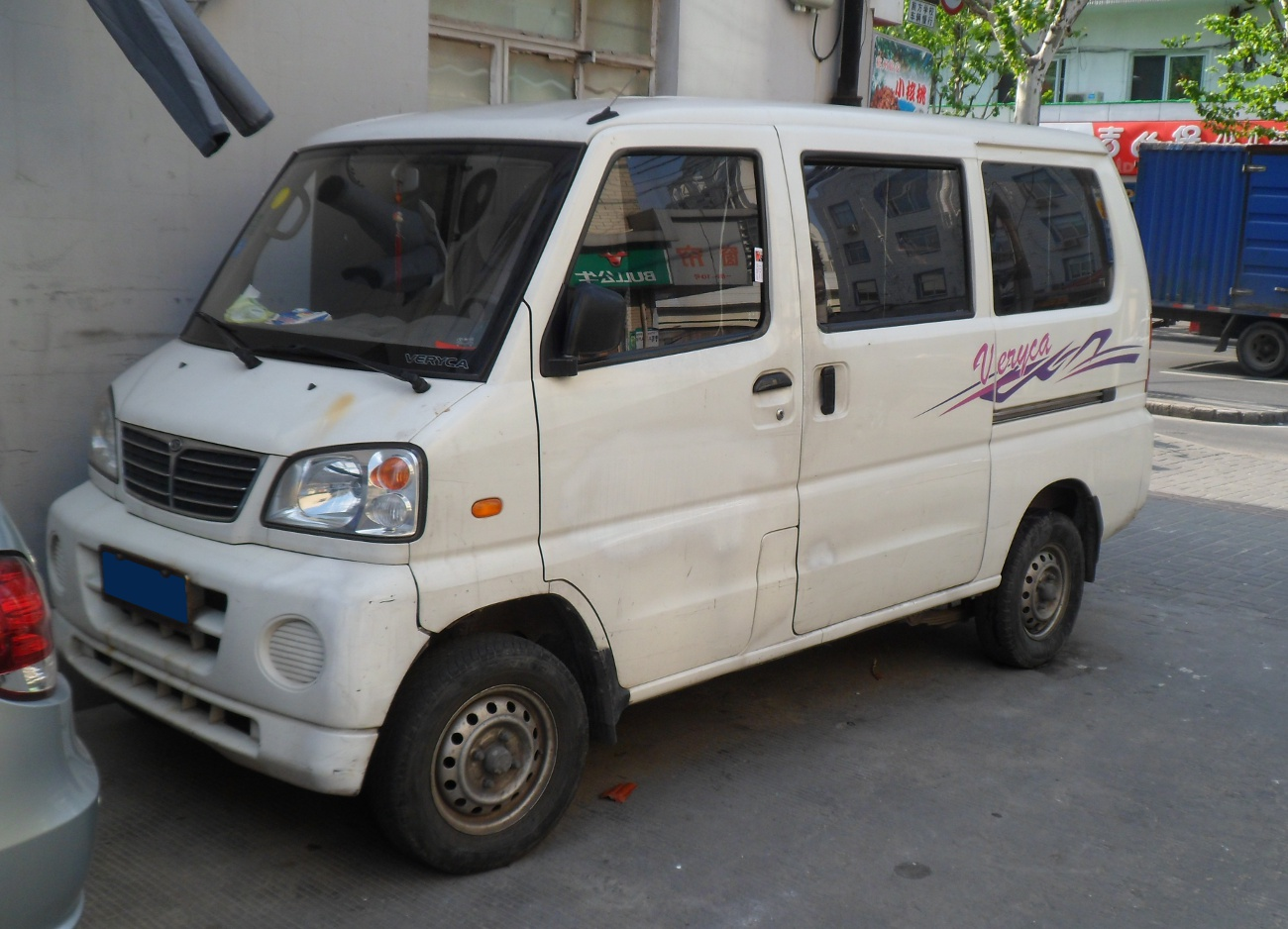
Soueast Veryca
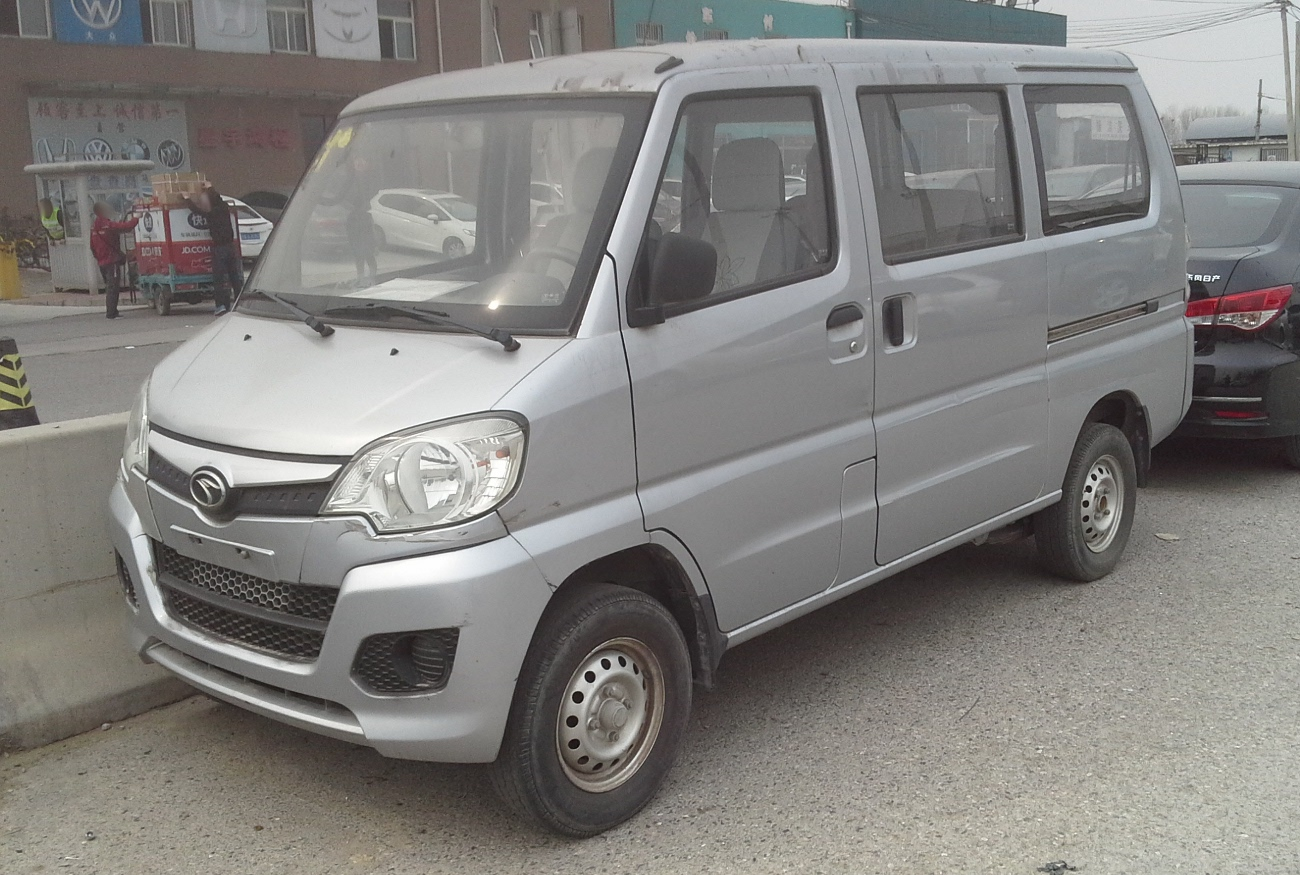
Soueast C1 Xiwang
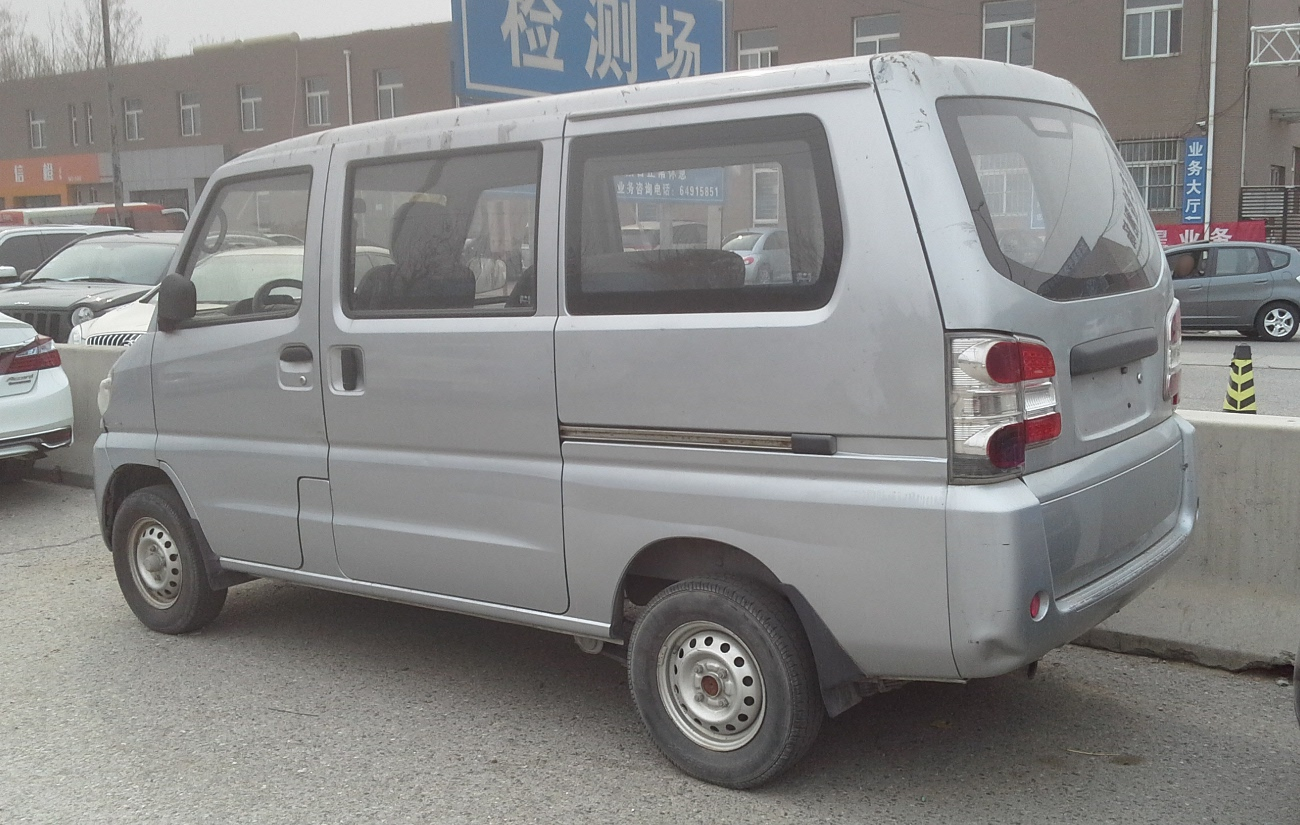
Soueast C1 Xiwang